# سيدي هلال (عرباوة)
سيدي هلال هي إحدى مشيخات المملكة المغربية، تتبع جغرافيا لإقليم القنيطرة وإداريًا لعرباوة. يقدر عدد سكانها بـ 6233 نسمة حسب الإحصاء الرسمي للسكان والسكنى لسنة 2004.